# Dick van Putten (hoorspelregisseur)
Dick van Putten (19 september 1918 - 11 november 2002) was een Nederlandse hoorspelregisseur. Hij begon in 1946 met deze werkzaamheden bij de VARA onder Willem van Cappellen en Salomon de Vries jr., stapte in 1952 over naar de AVRO waar hij ging werken onder Kommer Kleijn, wiens functie hij overnam bij diens pensionering in 1958. Van Putten bleef daar werken tot 1985. Hij regisseerde ten minste 170 hoorspelen of hoorspelseries.